# Domenico Melani
Domenico Melani (* 7. März 1629 in Pistoia; † 12. Juli 1693 in Florenz) war ein italienischer Kastratensänger und kursächsischer Hofbeamter.
Sein Vater war der Musiker Domenico di Santi (Domenico di Sante) Melani (* 23. August 1588 Pistoia, † vor 1650 Pistoia), sein Cousin der berühmte Sänger und Spion Atto Melani.
Domenico wurde nach Schweden an den Hof der Königin Christina berufen. 1654 kam er nach Dresden an den kurfürstlichen Hof. Hier diente er nicht nur als Musiker, sondern auch in geschäftlichen Angelegenheiten. Dabei erwarb er sich ein großes Vermögen.
1664 kauften Bartolomäo Sorlisi und Domenico Melani Felder vor dem Wilsdruffer Tor von Dresden und legten einen Garten an, mit Sommerhaus, Theater, Fontänen und Obelisken, er wurde „der Italiener Garten“, der italienische oder welsche Garten genannt.
1665 wurde Melani von Kaiser Leopold I. geadelt.
1666 und 1668 besaß er einen Reisepass nach Italien, wo er im Auftrag des sächsischen Kurfürsten tätig war.
1678 inszenierte er als Oberaufseher des Theaterwesens am Hofe das Ballett der Sieben Planeten.
Als Geheimkämmerer reiste er 1660 mit Wolf Caspar von Klengel nach Griechenland und Italien, wo sie Altertümer, venezianische Gläser, italienische Majoliken, Bronzen, Pietraduratischplatten und -bilder, Kupferstiche und Bücher für die Kunstkammer erwarben. Von Melani wurde 1672 aus Italien der Crucifixus von Jean de Boulogne (Giovanni da Bologna) mitgebracht und vier Jahre darauf der Kunstkammer überwiesen, in demselben Jahr auch zwei Büsten römischer Kaiser aus Italien.
Nach dem Tod Johann Georg II. zog sich Melani nach Florenz zurück. Hier schloss er sich dem Oratorium de la Purificació an, einer Laien-Gebetsbruderschaft, die sich auch um Pilger, Armeeveteranen, Arme und Gefangene kümmerte.